# Congreve (månekrater)
Congreve er et nedslagskrater på Månen. Det befinder sig på Månens bagside og er opkaldt efter den engelske opfinder og raketingeniør William Congreve (1772 – 1828).
Navnet blev officielt tildelt af den Internationale Astronomiske Union (IAU) i 1970. 

## Omgivelser
Congrevekrateret ligger over Månens ækvator, vest-nordvest for den store bjergomgivne slette Korolev. Sydøst for ligger Icaruskrateret, og stik nord for ligger Zhukovskiykrateret. 

## Karakteristika
Kraterranden er nedslidt og eroderet af senere nedslag, især langs den østlige side, hvor et par små kratere ligger langs kanten. Randen og de indre vægge er mere fremtrædende mod vest og nord, mens de kun danner en smal højderyg mod sydøst. Kraterbunden er mærket af en samling små kratere i dens nordøstlige del, og der er småkratere spredt over den øvrige overflade.

## Satellitkratere
De kratere, som kaldes satellitter, er små kratere beliggende i eller nær hovedkrateret. Deres dannelse er sædvanligvis sket uafhængigt af dette, men de får samme navn som hovedkrateret med tilføjelse af et stort bogstav. På kort over Månen er det en konvention at identificere dem ved at placere dette bogstav på den side af satellitkraterets midte, som ligger nærmest hovedkrateret. Congrevekrateret har følgende satellitkratere:
| Congreve | Længde | Bredde   | Diameter |
| -------- | ------ | -------- | -------- |
| G        | 0,9° S | 163,7° V | 17 km    |
| H        | 1,2° S | 165,2° V | 37 km    |
| L        | 3,6° S | 166,3° V | 30 km    |
| N        | 3,4° S | 168,2° V | 31 km    |
| Q        | 1,4° S | 169,6° V | 59 km    |
| U        | 0,6° S | 170,7° V | 59 km    |

## Måneatlas
- Billeder af Congrevekrateret i LPI-måneatlasset